# Ramón Villa Zeballos
Ramón Villa Zevallos Martínez (México, D. F., 6 de octubre de 1970) es un exfutbolista y entrenador de fútbol mexicano.

## Clubes
| Equipo                             | País    | Año         | Puesto                                     |
| Jugador                            | Jugador | Jugador     | Jugador                                    |
| ---------------------------------- | ------- | ----------- | ------------------------------------------ |
| UNAM Pumas                         | México  | 1991 - 1993 |                                            |
| Club de Fútbol Monterrey           | México  | 1993 - 1994 |                                            |
| Atlante                            | México  | 1994 - 1995 |                                            |
| Alacranes de Durango               | México  | 2003        |                                            |
| Altamira Fútbol Club               | México  | 2003        |                                            |
| Cuerpo Técnico                     |         |             |                                            |
| Prepa Pumas                        | México  | 2007 - 2009 | Auxiliar Técnico                           |
| UNAM Pumas FB                      | México  | 2009 - 2012 | Auxiliar y Director Técnico                |
| Pumas Morelos                      | México  | 2013        | Auxiliar Técnico                           |
| Atlético Coatzacoalcos             | México  | 2013 - 2014 | Director Técnico                           |
| Reynosa Fútbol Club                | México  | 2014 - 2017 | Director Técnico                           |
| Atlas Fútbol Club                  | México  | 2017 - 2018 | Auxiliar Técnico Director Técnico (Sub-20) |
| Tigres de la UANL Femenil          | México  | 2018 - 2019 | Director Técnico                           |
| Club Deportivo Guadalajara Femenil | México  | 2019 - 2020 | Director Técnico                           |

## Palmarés como entrenador

### Campeonatos nacionales
| Título        | Club                   | País   | Año  |
| ------------- | ---------------------- | ------ | ---- |
| Clausura 2014 | Atlético Coatzacoalcos | México | 2014 |

|{Torneo Clausura 2019 Liga Femenil}|
|{Tigres Femenil}|